# ایوردون لبن
شهر ایوردون لبن  در بخش ایوردون در ایالت وو در کشور سوئیس واقع شده‌است که ۲۳٬۴۰۰ نفر جمعیت دارد.

## نگارخانه

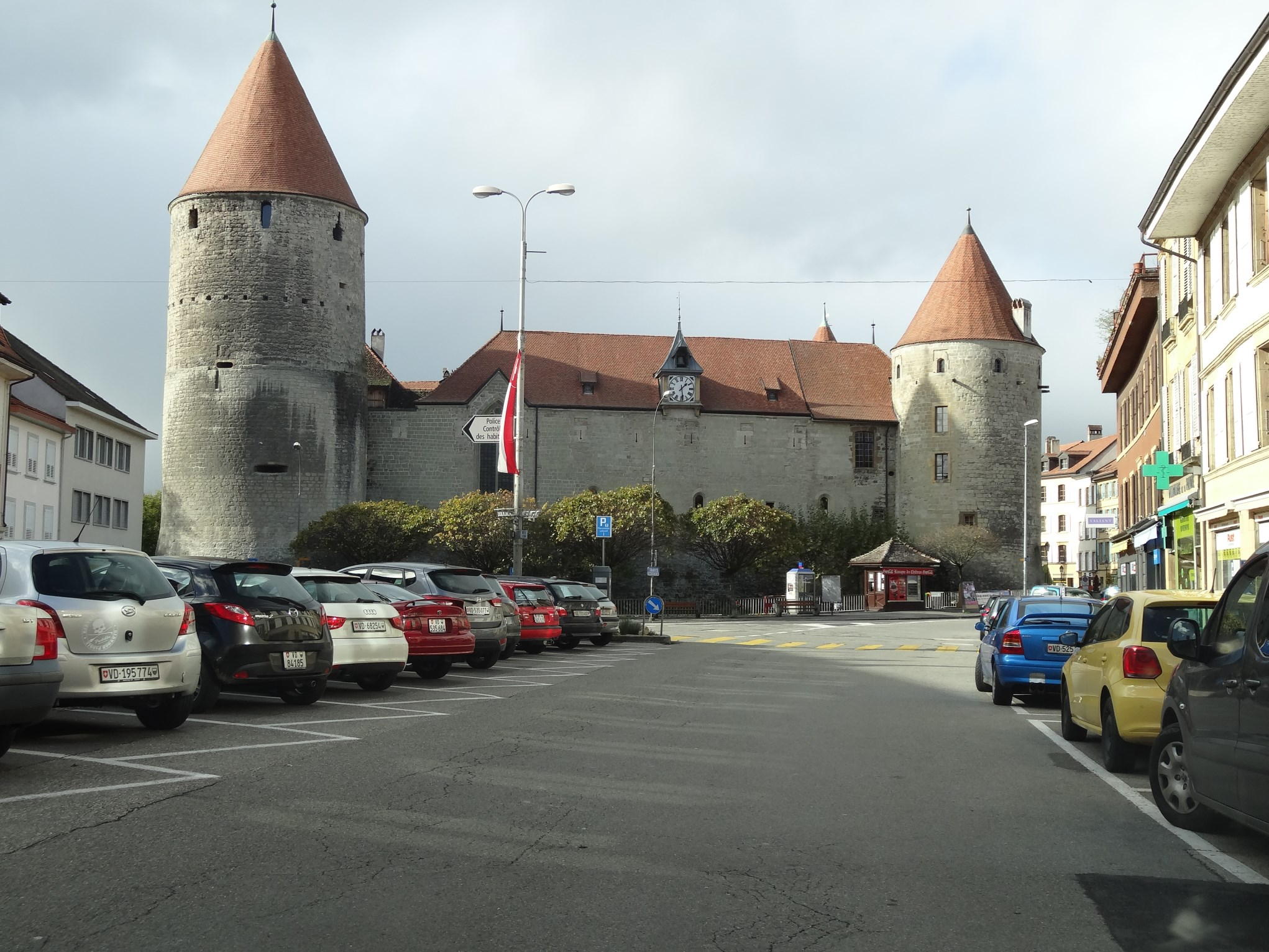
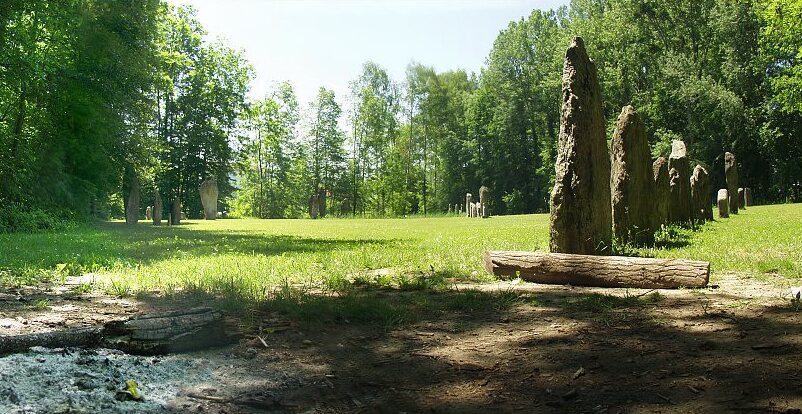
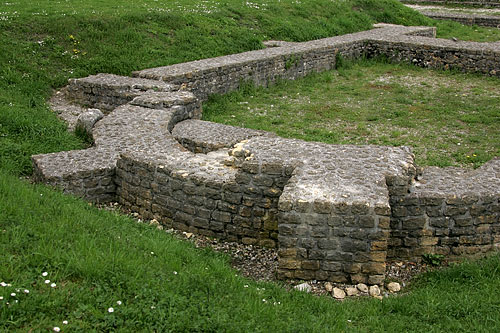
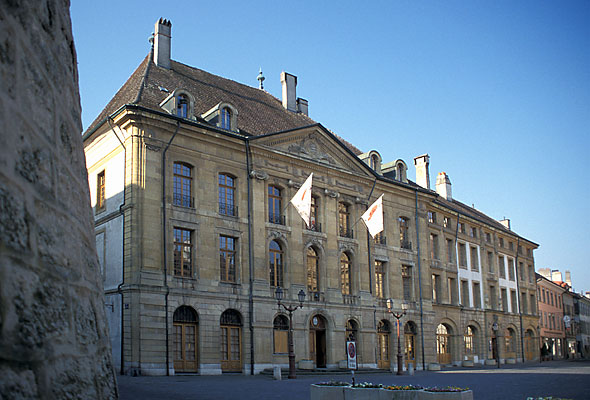
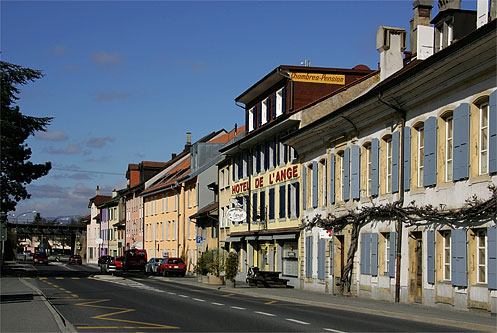
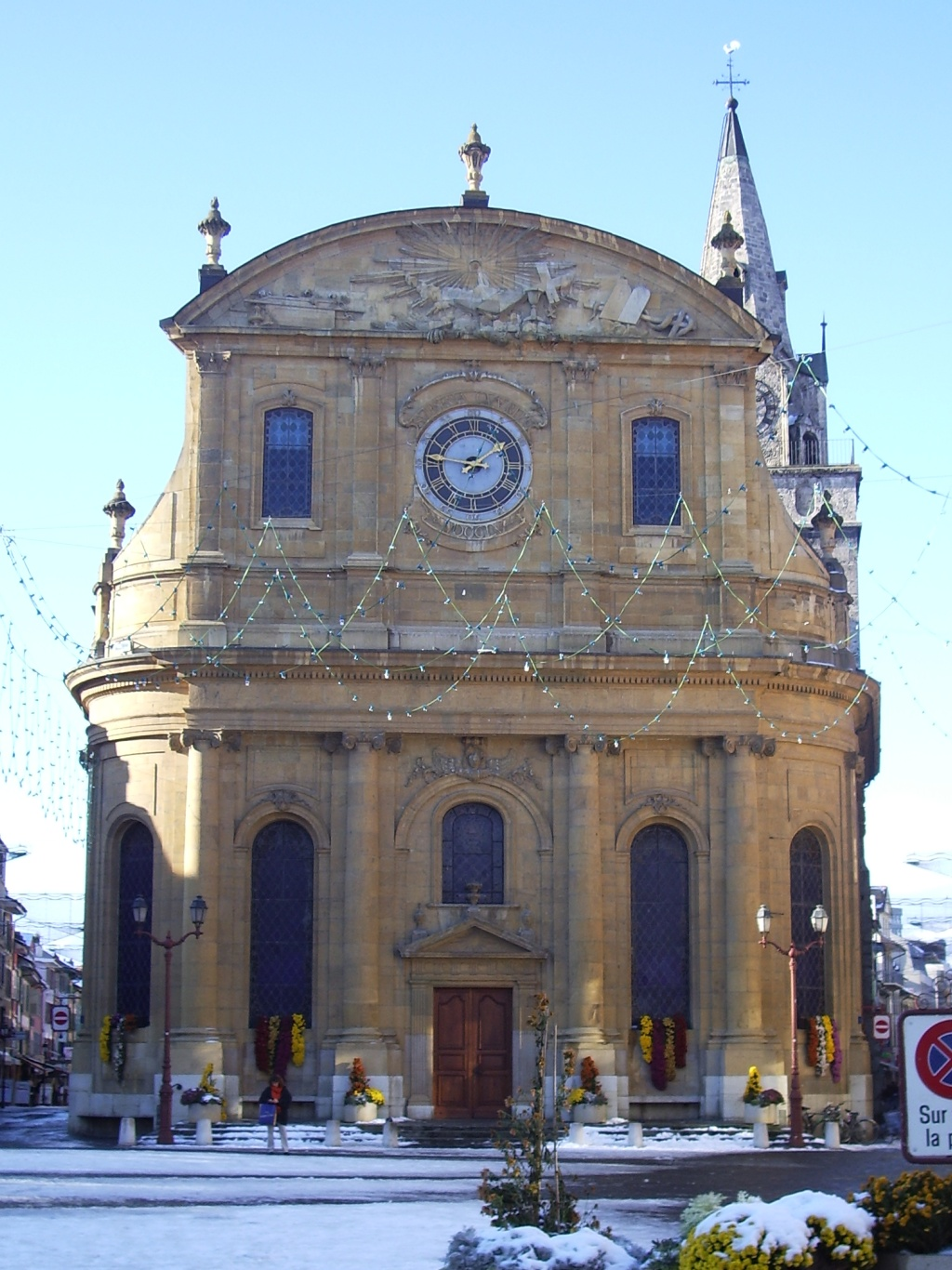
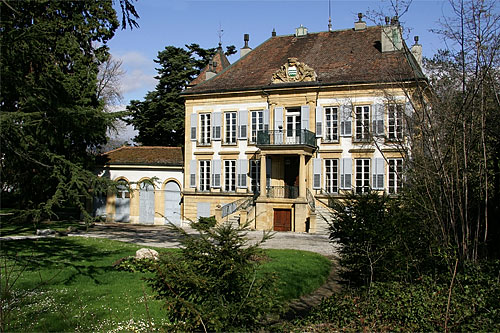